# 페렌티에
페렌티에(perentie)는 호주 토종의 코모도왕도마뱀, 물왕도마뱀, 뉴기니왕도마뱀 다음으로 가장 큰 왕도마뱀이다. 그레이트디바이딩산맥의 서쪽에서 발견되고, 그들의 성격과 사는 곳이 사람들로부터 멀기 때문에 거의 제대로 발견하기 힘들다.
어보리진 문화에서 그들의 토템적인 관계를 잘 볼 수 있다. 어보리진 사이에서 음식으로도 이용되며, 지방은 약과 의식적인 용도로 사용된다.

## 분류
영국의 동물학자인 존 에드워드 그레이는 거대한 물도마뱀이란 뜻으로 Hydrosaurus giganteus라는 학명을 부여했으며, 조지 앨버트 불렌거(George Albert Boulenger)에 의해 왕도마뱀속(Varanus)으로 이동되었다.

## 서식지
호주 서부, 남부, 북부 및 북동부의 건조한 사막지대에 분포한다. 바위가 많은 노두와 협곡으로, 단단한 땅과 적당한 돌이 있는 곳에서 주로 발견된다.